# Neoscleropogon macquarti
Neoscleropogon macquarti là một loài ruồi trong họ Asilidae. Neoscleropogon macquarti được Daniels miêu tả năm 1989.